# ليمون عماني

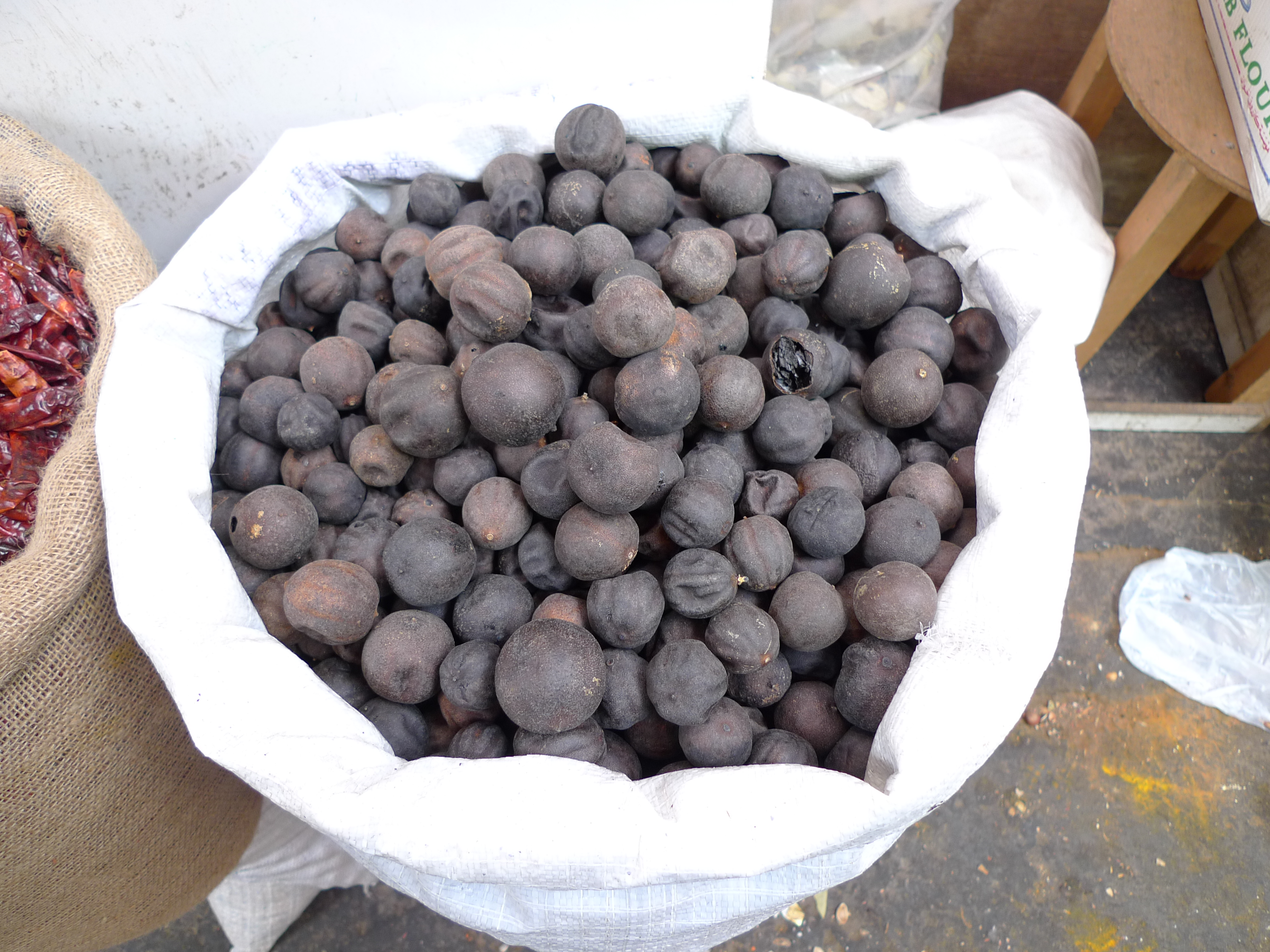
ليمون عماني ـ يابس (اسود)

 ليمون عماني  الليمون العماني أو اللومي بالعامية العمانية يعتبر من المحاصيل المشهورة في سلطنة عمان، حيث يتميز عن غيره من أصناف الليمون بطعمه الحمضي بدرجة كبيرة، وكمية العصارة المستخرجة منه.

## مناطق التكاثر في عمان
وتشتهر منطقة الباطنة بزراعته وخصوصا في ولاية صحار وولاية صحم التي كان يصدر منها الليمون الجاف، ولقد أتخذت ولاية صحم شجرة الليمون شعارا لها.
اللومي الصحاري وهو - الليمون المجفف - هي التسمية التي يعرف بها عند أهل الخليج، نسبة لولاية صحار، وكذلك يعرف باللومي العماني . فبعد أن يتم قطف الليمون يؤخذ لكي يجفف تحت أشعة الشمس لعدة أيام ومن ثم يجمع ويصدر للخارج.
ومن أشهر الوجبات التي يضاف لها اللومي الجاف ( لومي صحاري ) الكبسة الخليجية.

وقد يسمى الليمون المجفف ب( الليمون اليابس )